# Владимировка (Эртильский район)
Владимировка — посёлок в Эртильском районе Воронежской области России. Входит в состав Первоэртильского сельского поселения.

## География
Посёлок находится в северной части Воронежской области, в лесостепной зоне, в пределах Окско-Донской равнины, на расстоянии примерно 6 километров (по прямой) к юго-востоку от города Эртиль, административного центра района. Абсолютная высота — 156 метров над уровнем моря.
Часовой пояс
Посёлок Владимировка, как и вся Воронежская область, находится в часовой зоне МСК (московское время). Смещение применяемого времени относительно UTC составляет +3:00.

## Население
| 2000 | 2010 |
| ---- | ---- |
| 13   | ↘0   |

## Улицы
Уличная сеть посёлка состоит из одной улицы (ул. Владимирская).